# 936

## Догађаји
- Калиф Абдурахман III почиње изградњу града Мадинат ал-Захра („Град цвећа“) у близини Кордобе. Према легенди, град је изграђен новцем његовог миљеника, који га је завештао да откупи муслиманске затворенике од хришћана. Пошто је било мало затвореника, калиф је новац искористио за изградњу монументалног града у част свог фаворита.
- 936-950 - Рат између Немачке и Чешке.
- Масовни прогон и погубљења хришћана у Хазарији.
- Рат између Хазарског каганата и Византијског царства.
- Збацивање династије Хоу-Танг (Шато) од стране Кинеза. Оснивање династије Хоу-Јин (владала до 947). Главни град Каифенг.
- Горјео потчињава "Други Баекје". Појава јединствене корејске државе са главним градом у Сонгдоу (Каесонг).
- Отон I Велики одржава церемонијално крунисање краља Источне Франачке краљевине у Ахену, где су претходно крунисани каролиншки владари. Посебно је истицан посебан статус краља.
- Отон I Велики улази у сукоб са војводама Франконије, Баварске, Лорене и других земаља, узима Јевреје под своју заштиту и ратује са Словенима.

## Смрти
- 15. јануар — Рудолф Бургундијски, краљ Француске
- 2. јул — Хенрик I Птичар, немачки краљ (*876.)